# Nannogryllacris heurnii
Nannogryllacris heurnii är en insektsart som först beskrevs av Heinrich Hugo Karny 1930.  Nannogryllacris heurnii ingår i släktet Nannogryllacris och familjen Gryllacrididae. Inga underarter finns listade i Catalogue of Life.